# (30386) Philipjeffery
(30386) Philipjeffery est un astéroïde de la ceinture principale d'astéroïdes.

## Description
(30386) Philipjeffery est un astéroïde de la ceinture principale d'astéroïdes. Il fut découvert le 28 mai 2000 à Socorro (Nouveau-Mexique) par le projet LINEAR. Il présente une orbite caractérisée par un demi-grand axe de 2,79 UA, une excentricité de 0,04 et une inclinaison de 3,5° par rapport à l'écliptique.

## Compléments